# Ханъё
Ханъё (яп. 半妖 ханъё:, от яп. 半 — «половина» и 妖 — первый иероглиф слова «ёкай») — в японском фольклоре гибрид ёкая и человека, то есть полуёкай. Само слово имеет современное происхождение; в фольклоре такие персонажи не имеют общего названия. Сюжеты о браке между человеком и мистическим существом достаточно распространены в японской мифологии (например, сказка о Юки-онна), нередко в результате таких браков рождаются дети. В большинстве случаев таких детей нельзя назвать ханъё, так как они ничем не отличаются от обычных людей. Настоящие же ханъё наследуют и человеческие, и волшебные черты.
В качестве примеров ханъё можно привести Инуясю и Нараку, персонажей аниме- и манга-сериала «InuYasha», и Ся Годзё, персонажа-плейбоя из аниме «Saiyuki». В фольклоре ханъё чаще всего изображаются беспомощными и бесполезными чудищами. И люди, и ёкаи подвергают их насмешкам и унижению, так как близкие отношения между человеком и ёкаем и те и другие считают недопустимыми. В манге и аниме «Rosario + Vampire» и «Nurarihyon no Mago» эти темы продолжаются, однако в последнем все известные ханъё (Рикуо Нура, Рихан Нура, Абэ но Сеймэй) считались не только одними из сильнейших аякаси, но и даже являлись главами «демонических шествий».
Однако есть и исключения. Так, например, считалось, что Абэ-но Сэймэй, знаменитый оммёдзи периода Хэйан имел в своих предках кицунэ. Однако даже такие ханъё были отделены от общества, так как благодаря своему происхождению обладали нечеловеческими силами и умели пользоваться магией.
Также, согласно одной из версий легенды, Кинтаро был сыном человеческой принцессы и бога-дракона с горы Асигара — но его следует считать скорее полубогом, чем ханъё.